# Alaska Railroad
De Alaska Railroad is een spoorlijn, en een spoorwegmaatschappij in de Amerikaanse staat Alaska.

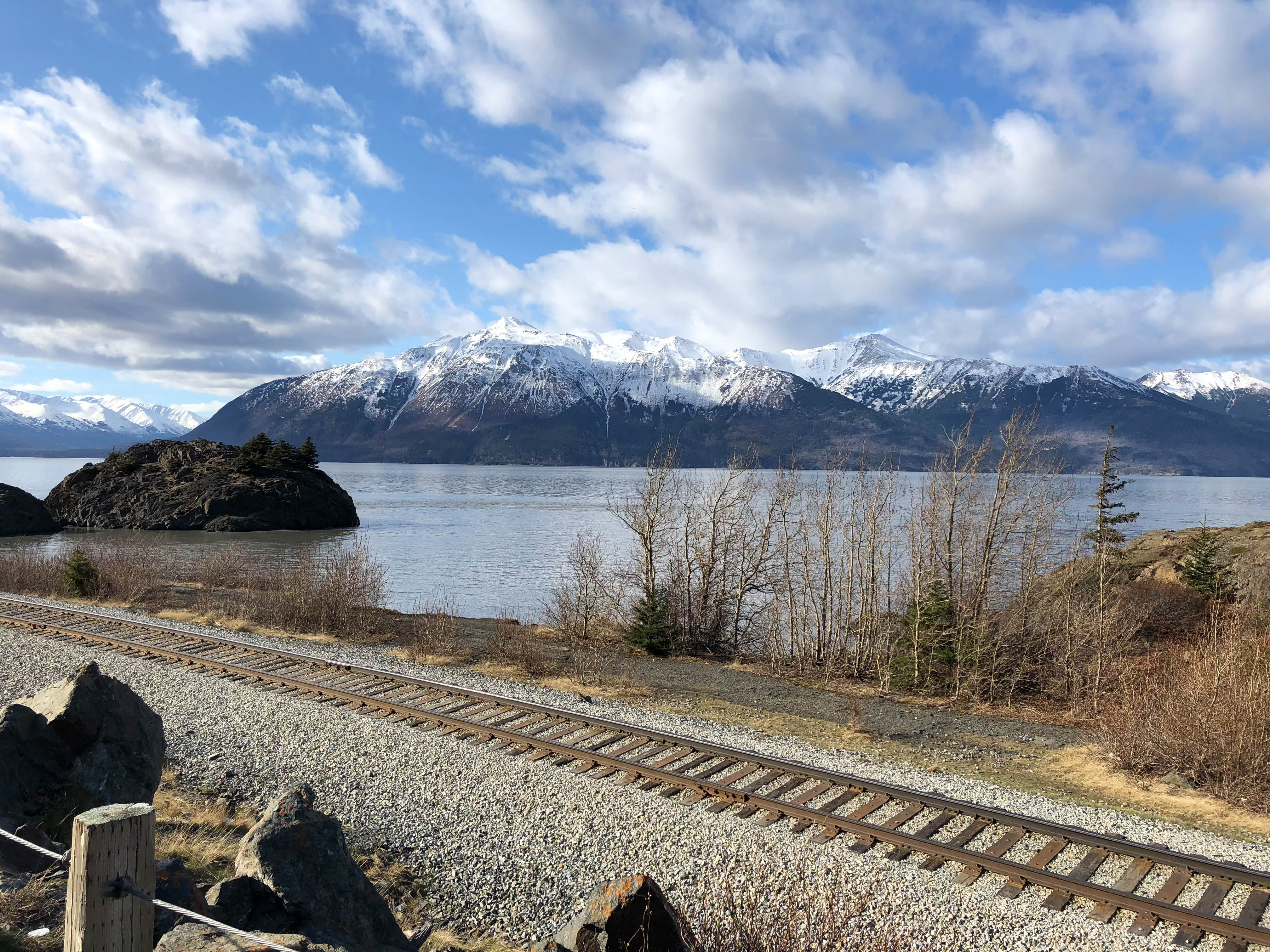
De spoorlijn langs het Anchoragemeer.

De spoorlijn werd aan het begin van de 20e eeuw aangelegd tijdens de tijd van de Amerikaanse expansie naar het noorden. De 1.056 kilometer lange lijn diende als belangrijke verbinding voor vracht- en personenvervoer in de regio. Ook anno 2024 wordt de lijn nog voor die doeleinden gebruikt. In de zomer is de spoorlijn een belangrijke toeristische trekpleister. De Denali Star rijdt van Anchorage naar Fairbanks (ongeveer 12 uur enkele reis) met stops in Talkeetna en Denali National Park.

## Geschiedenis
De bouw van de spoorlijn begon in 1903 toen de Alaska Central Railroad een lijn bouwde die begon in Seward en zich 80 km naar het noorden uitstrekte. De Alaska Central ging in 1907 failliet en werd in 1911 gereorganiseerd als de Alaska Northern Railroad Company , waardoor de lijn nog eens 34 km noordwaarts werd uitgebreid. Op 12 maart 1914 stemde het Amerikaanse Congres ermee in de bouw en exploitatie van een spoorlijn voor alle weersomstandigheden van Seward naar Fairbanks te financieren.
De spoorlijn werd op 15 juli 1923 voltooid toen president Warren G. Harding naar Alaska reisde om bij Nenana een ceremoniële gouden nagel aan te brengen.
De eerste diesellocomotief van de Alaska Railroad werd in 1944 in dienst genomen. De laatste stoomlocomotief werd in 1966 buiten dienst gesteld.
Op 6 januari 1985 kocht de staat Alaska de spoorlijn van de Amerikaanse overheid voor $ 22,3 miljoen.